# ۸۷۳ (قمری)
۸۷۳ (قمری)، هشتصد و هفتاد و سومین سال در گاهشماری هجری قمری است. اول محرم این سال برابر با سی و یکم ژوئیه سال ۱۴۶۸ میلادی است.

## رویدادها
وقف جنید رازی